# Metastrongylus salmi
Metastrongylus salmi ist ein Lungenwurm bei Schweinen und einer der Auslöser der Metastrongylose.

## Merkmale
Metastrongylus salmi ist weiß und schlank. Männchen sind 11–17 mm lang, Weibchen 25–40 mm. Der Anus liegt 72 µm vor dem Schwanzende. Der Parasit ähnelt im Aussehen Metastrongylus pudendotectus, die fadenförmigen Spicula sind mit 2,1 bis 2,3 mm aber länger, ihr Ende ist einfach hakenförmig und das Gubernaculum ist mit 26,4 μm sehr klein.

## Entwicklungszyklus
Die Eier mit der Larve 1 werden in den Bronchien abgelegt, hochgehustet, abgeschluckt und dann über den Kot ausgeschieden. Bei niedrigen Umgebungstemperaturen sind die Eier äußerst widerstandsfähig gegenüber Umwelteinflüssen und können mehr als ein Jahr ansteckungsfähig bleiben. Normalerweise schlüpft die Larve 1 allerdings unmittelbar nachdem das Ei in die Außenwelt gelangt ist. Sie wird dann von einem Zwischenwirt aufgenommen. Als Zwischenwirt dienen Regenwürmer, insbesondere der Gattungen Eisenia und Lumbricus. Im Regenwurm entwickelt sich die Larve 3, was unter günstigen Bedingungen 10 Tage in Anspruch nimmt. Im Zwischenwirt können die Larven bis zu sieben Jahren verweilen. Dieser wird schließlich vom Endwirt aufgenommen, im Darm durchdringt die Larve 3 die Darmwand und gelangt über Lymphgefäße zu den Mesenteriallymphknoten. Hier häutet sie sich zur Larve 4, welche über Lymph- und dann Blutgefäße in die Lunge gelangt. Hier dringt sie in die Bronchien vor und häutet sich zum Adultus. Die Präpatenzzeit beträgt etwa vier Wochen.